# Partick Thistle Football Club
O Partick Thistle Football Club é um clube de futebol da cidade de Glasgow, na Escócia. Foi fundado em 1876, e joga atualmente na Scottish Championship, a segunda divisão nacional.
Manda suas partidas no Firhill Stadium, que possui capacidade para receber 13.079 torcedores. Suas cores são amarelo, vermelho e preto.
Foi o primeiro clube onde jogaram Fergus Suter (que nasceu a 21 de novembro de 1857, em Glasgow, e faleceu a 31 de julho de 1916, em Blackpool) e Jimmy Love, os primeiros jogadores profissionais de futebol.
Com a paralisação do futebol pela pandemia de COVID-19 que atingiu a Escócia, o Thistle (que ocupava a última posição na segunda divisão nacional) foi rebaixado para a Scottish League One (terceira divisão) após uma votação feita para restringir.
Na temporada de 2020–21, o clube foi campeão da Scottish League One, conquistando assim novamente o acesso à Championship para a temporada 2021–22, que o treinador Ian McCall considerou como "o maior título" de sua carreira.

## Recordes
O ex-goleiro Alan Rough (que disputou as Copas de 1978, 1982 e 1986) é o jogador com mais partidas com a camisa do Partick Thistle: somando todas as competições, disputou 624 jogos entre 1969 e 1982. O maior artilheiro é Willie Sharp, com 229 gols marcados.
A maior vitória foi um 16 a 0 sobre o Royal Albert, pela Copa da Escócia de 1930–31, enquanto a maior goleada sofrida pelo clube foi pela mesma competição (10 a 0 para o Queen's Park), em 1881.